# Dreifaltigkeitskirche (Hamburg-Hamm)
Koordinaten: 53° 33′ 20,9″ N, 10° 3′ 24,6″ O

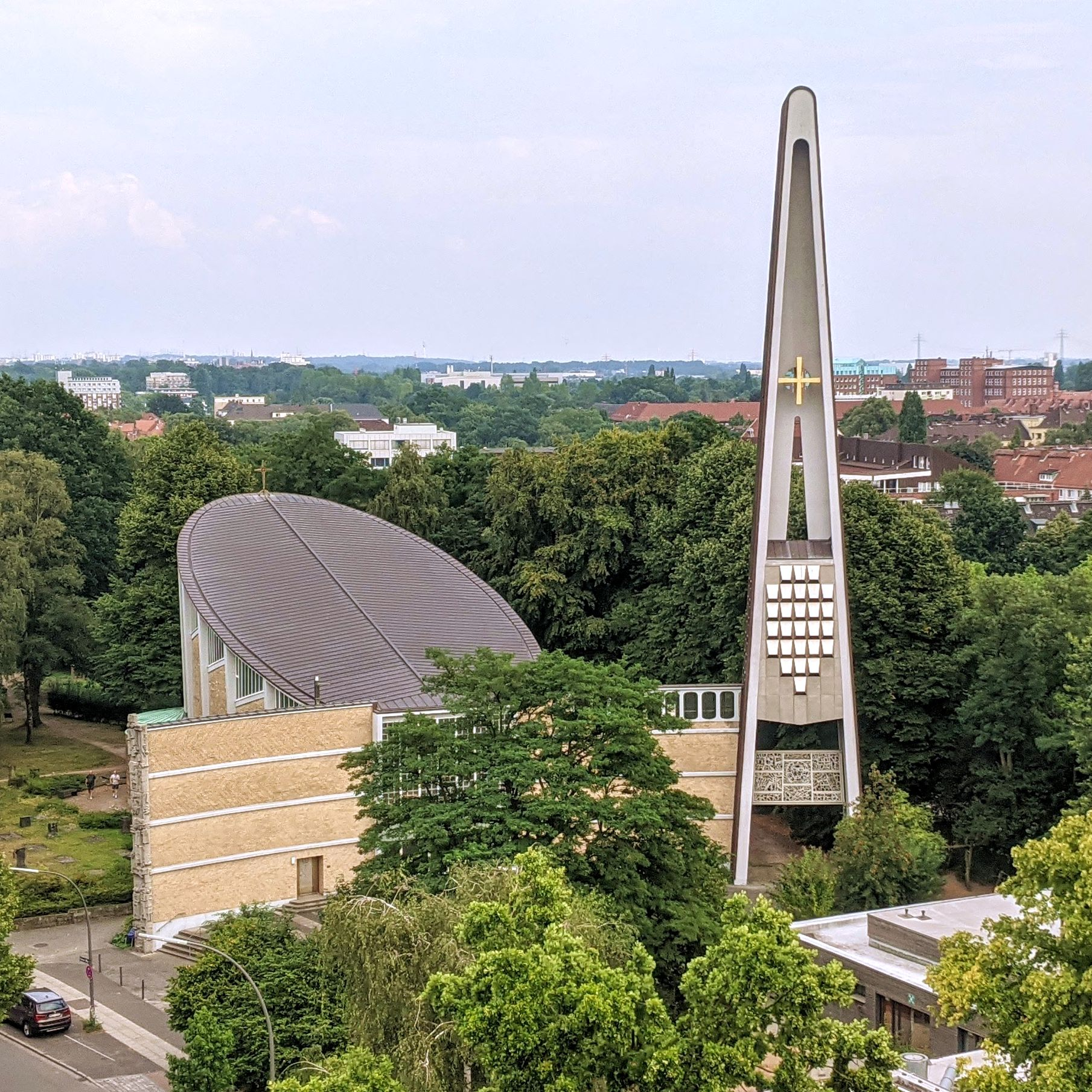
Dreifaltigkeitskirche („Hammer Kirche“) vom Turm der benachbarten Herz-Jesu-Kirche

Die Dreifaltigkeitskirche ist eine evangelisch-lutherische Kirche im Hamburger Stadtteil Hamm. Sie wurde 1956/57 nach einem Entwurf von Reinhard Riemerschmid als Nachfolgebau für die im Zweiten Weltkrieg zerstörte Hammer Kirche aus dem Jahre 1693 erbaut. Der verklinkerte Betonbau mit seinen symbolträchtigen Formen zählt zu den bedeutendsten Kirchenbauten der Nachkriegsmoderne in Norddeutschland und steht seit 2002 unter Denkmalschutz.

## Lage

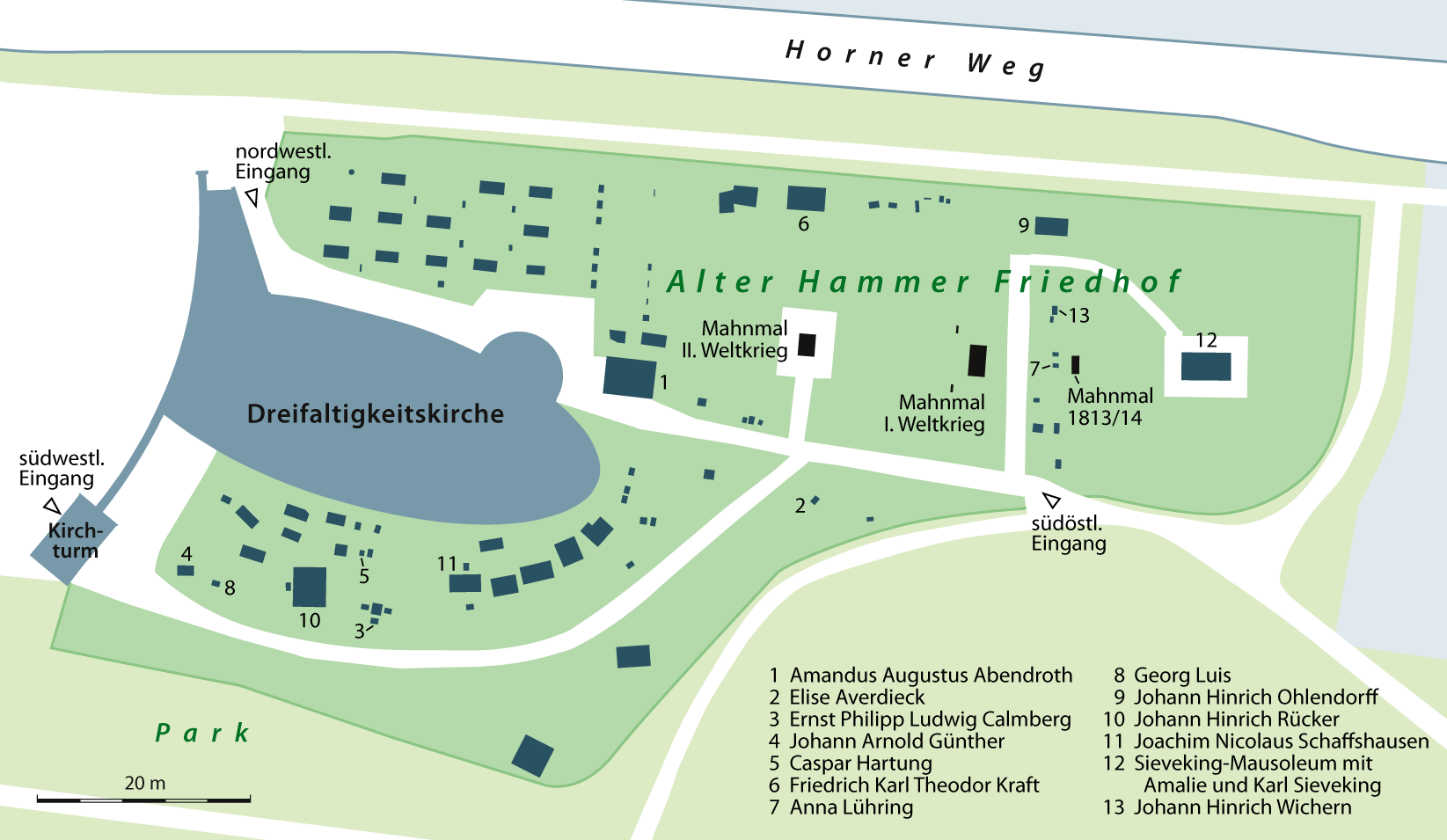
Lageskizze von Kirche und Friedhof

Die Dreifaltigkeitskirche befindet sich im Horner Weg unweit des nach ihr benannten U-Bahnhofs Hammer Kirche. Aufgrund ihrer Lage am Geesthang ist ihr charakteristischer Turm weithin zu sehen und bildet so ein Wahrzeichen des Stadtteils. In unmittelbarer Nachbarschaft befindet sich die 1924/25 erbaute und nach Kriegszerstörung 1951/52 wiedererrichtete katholische Herz-Jesu-Kirche.

## Geschichte

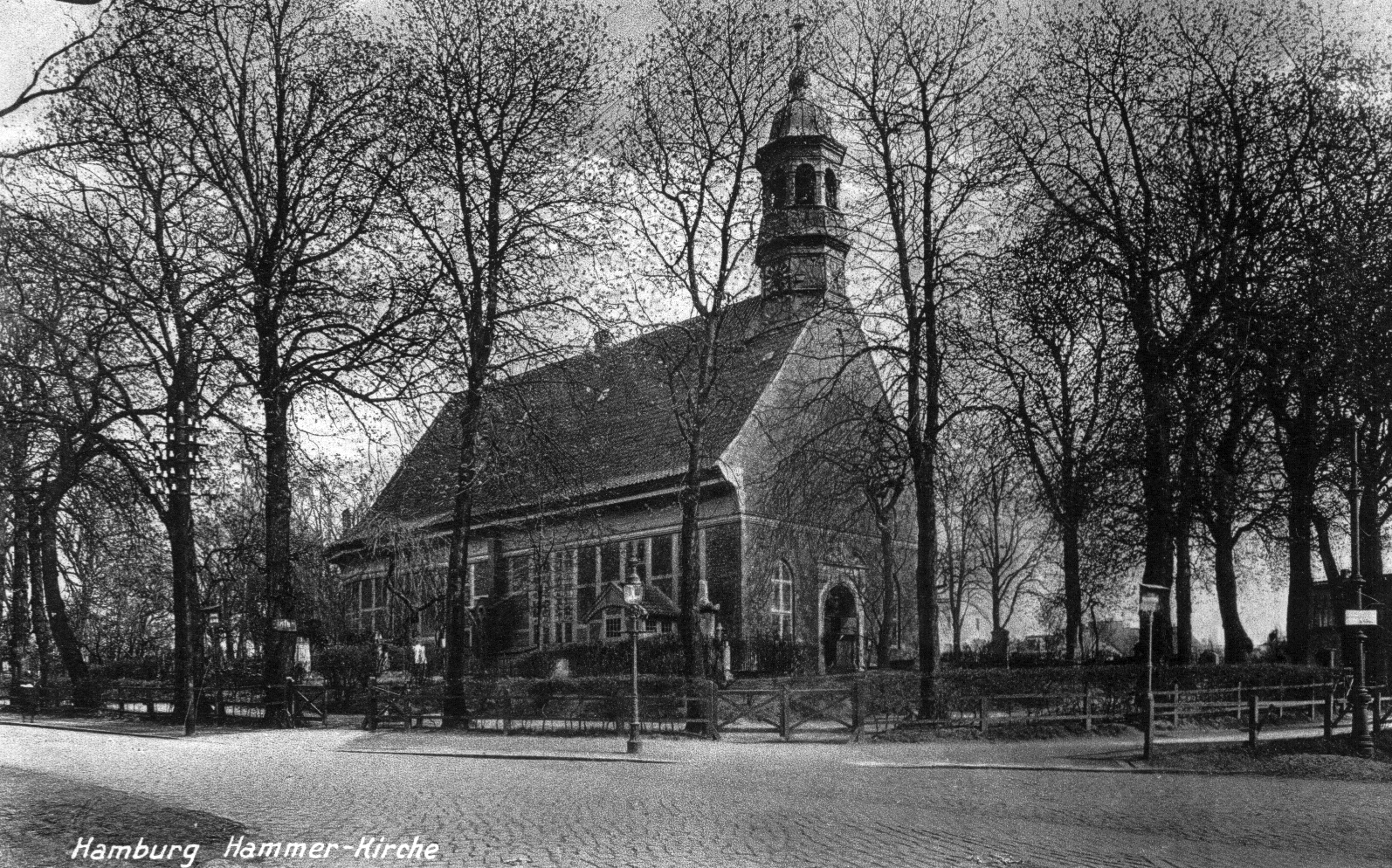
Die alte Hammer Kirche von 1693

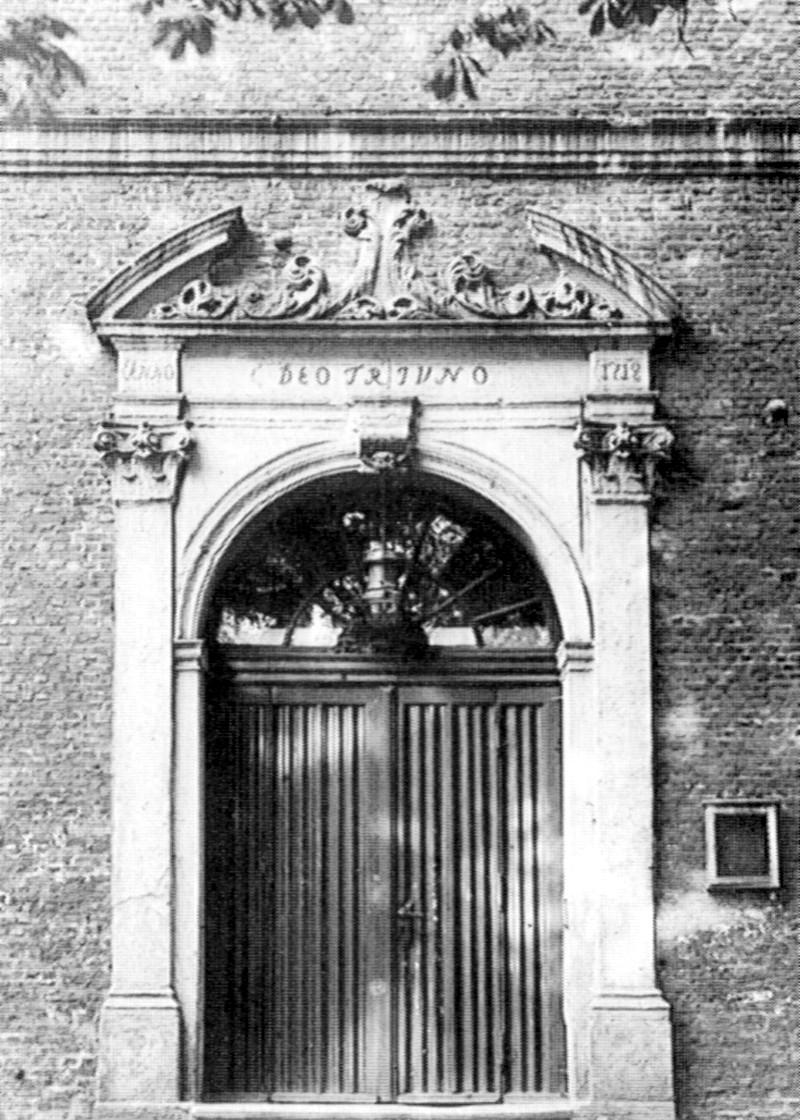
Barockportal der alten Kirche, Inschrift: „Deo triuno“ sowie das Baujahr 1718.

Innenansicht der alten Kirche mit Blick auf den Barock-Altar von Valentin Preuß, davor der Taufstein, Foto von Wilhelm Weimar um 1899

Die ursprüngliche Ham und Hörner Kirche zur Heiligen Dreyfaltigkeit wurde nach gut einjähriger Bauzeit am 30. August 1693 geweiht. Die Initiative zum Bau einer eigenen Kirche ging seinerzeit von wohlhabenden Kaufleuten aus, die Landhäuser in Hamm und Horn besaßen und den damals noch beschwerlichen Kirchweg nach St. Georg vermeiden wollten. Sie übernahmen auch den Großteil der Kosten für Bau und Unterhalt der neuen Kirche.
Ihr Pfarrbezirk umfasste ursprünglich ganz Hamm und Horn sowie den Süden des heutigen Stadtteils Eilbek. Seit dem späten 19. Jahrhundert wurden für die rasch anwachsende Bevölkerung mehrere Tochtergemeinden gegründet, zunächst in Eilbek (Friedenskirche 1885) und Horn (Martinskirche 1886), später auch im Süden Hamms (Dankeskirche 1895, Wichernkirche 1934). Bereits bestehende Pläne für weitere Kirchenneubauten im Nordteil Hamms konnten hingegen erst nach dem Zweiten Weltkrieg verwirklicht werden (Pauluskirche 1954/55, Simeonkirche 1965/66).
Im Juli 1943 wurde die alte Dreifaltigkeitskirche durch alliierte Bombenangriffe im Zuge der Operation Gomorrha vollständig zerstört. Auch der umliegende Stadtteil wurde nahezu ausgelöscht, tausende Einwohner kamen im Feuersturm um. Nach Kriegsende wurde zunächst für einige Jahre eine hölzerne Notkirche aus Spenden des Weltkirchenrates errichtet, ehe 1953 ein Architektenwettbewerb ausgeschrieben wurde, aus dem der Entwurf des Münchener Architekten Reinhard Riemerschmid (1914–1996) als Sieger hervorging. Die Grundsteinlegung erfolgte 1956 im Rahmen der 700-Jahr-Feier Hamms, die Einweihung der neuen Kirche am 20. Oktober 1957.

## Gebäude und Ausstattung

### Die alte Kirche
Die ursprüngliche Kirche von 1693 war ein niederdeutscher Fachwerkbau von 32 Meter Länge und 12 Meter Breite, die Höhe des Dachfirstes betrug 10,5 Meter. Die gemauerte Westfassade wurde 1718 um ein barockes Hauptportal mit der Inschrift „Deo triuno“ (Dem dreifaltigen Gott) ergänzt und später mehrfach erneuert, zuletzt nach der sogenannten Franzosenzeit. Damals wurden auch zwei Kanonenkugeln, die man 1814 in unmittelbarer Nähe gefunden hatte, als Erinnerung in die Fassade eingefügt. 1883 wurde die Kirche auf der Südseite um einen Anbau erweitert, um die Zahl der Sitzplätze von vorher 550 auf etwa 800 zu erhöhen.
Der Innenraum wurde dominiert von einem knapp 10 Meter hohen barocken Kanzelaltar des Bildschnitzers Valentin Preuß (ca. 1660–1725). Die von Moses und Johannes dem Täufer getragene Kanzel befand sich direkt über dem Altar mit einer Darstellung des Abendmahls und war von zahlreichen Putten, Engeln sowie den vier Evangelisten umgeben. Über der Kanzel erhob sich eine 2,5 Meter hohe Kreuzigungsdarstellung, die wiederum von der Figur des auferstandenen Jesus Christus überragt wurde.
Auf der Empore vor der Westwand befand sich ursprünglich eine Arp-Schnitger-Orgel mit 21 Registern auf 2 Manualen, Pedal und 3 Bälgen. Nach den Zerstörungen der „Franzosenzeit“ wurde sie 1834 durch eine neue Orgel von Heinrich Rasche ersetzt. Zum 200-jährigen Jubiläum der Gemeinde wurde 1893 abermals ein neues Instrument von dem Orgelbauer Ernst Röver gebaut, das später mehrfach erweitert und modernisiert wurde.
Kurz vor dem Ersten Weltkrieg wurde die Kirche von dem Architekten Julius Faulwasser umfassend restauriert. Dabei wurde unter anderem das Tonnengewölbe ausgemalt und eine elektrische Beleuchtung installiert. Außerdem wurden die Kirchenfenster mit den Familienwappen mehrerer Stifterfamilien versehen. Diese Fenster wurden während des Zweiten Weltkrieges ausgelagert, überstanden so die Zerstörung der Kirche 1943 und wurden nach dem Krieg sowohl in der Notkirche als auch in der neuen Kirche wiederverwendet.

### Die Notkirche
Nach der vollständigen Zerstörung der alten Hammer Kirche im Zuge der Operation Gomorrha beschloss der Weltkirchenrat im Sommer 1946, der Hammer Gemeinde eine hölzerne Notkirche zu stiften. Der 20 mal 7 Meter große barackenartige Bau wurde aus Holzfertigteilen errichtet und am 1. Adventssonntag (8. Dezember 1946) eingeweiht. Der zunächst schmucklose Raum verfügte über knapp 200 Sitzplätze und wurde von der Gemeinde durch Spenden und Eigenarbeiten ausgestaltet. Ein als Altarbild dienender Wandbehang mit der Darstellung des Gleichnisses von den klugen und törichten Jungfrauen wird noch heute in dem als „Werktagskapelle“ genutzten Vorraum der neuen Kirche aufbewahrt.
Anstelle einer Orgel gab es anfangs nur ein Harmonium, ehe 1951 eine zweimanualige Orgel der Firma Kemper & Sohn angeschafft werden konnte. Bereits 1949 war ein freistehender Glockenturm ergänzt worden, in dem die einzige erhaltene Glocke der alten Hammer Kirche aus dem Jahre 1829 ihren Platz fand. Die Glocke befindet sich heute im Innern des 2006 eingeweihten Mahnmals für die Opfer des Nationalsozialismus auf dem Hammer Friedhof.

### Die neue Kirche

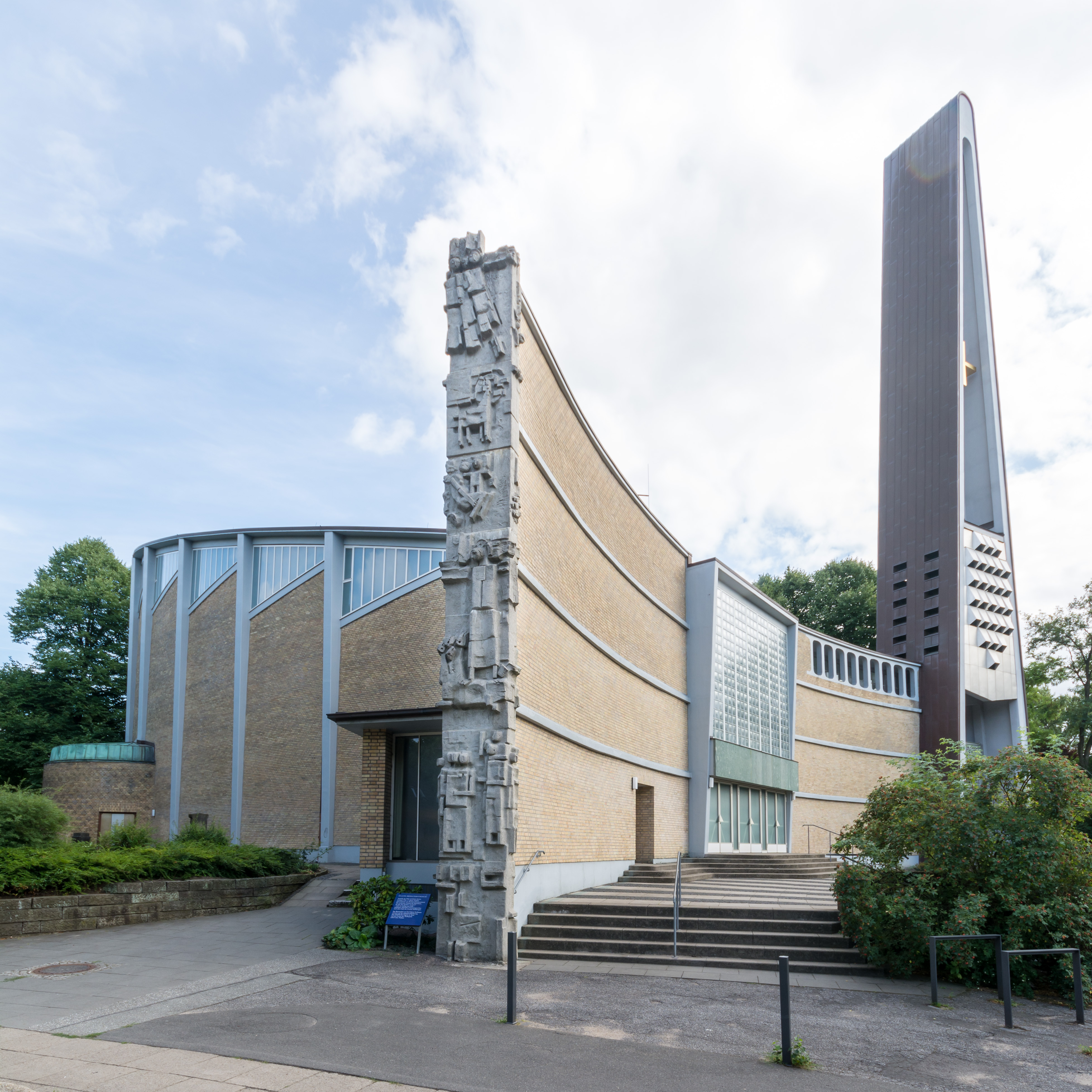
Westfassade mit Betonrelief von Karlheinz Hoffmann

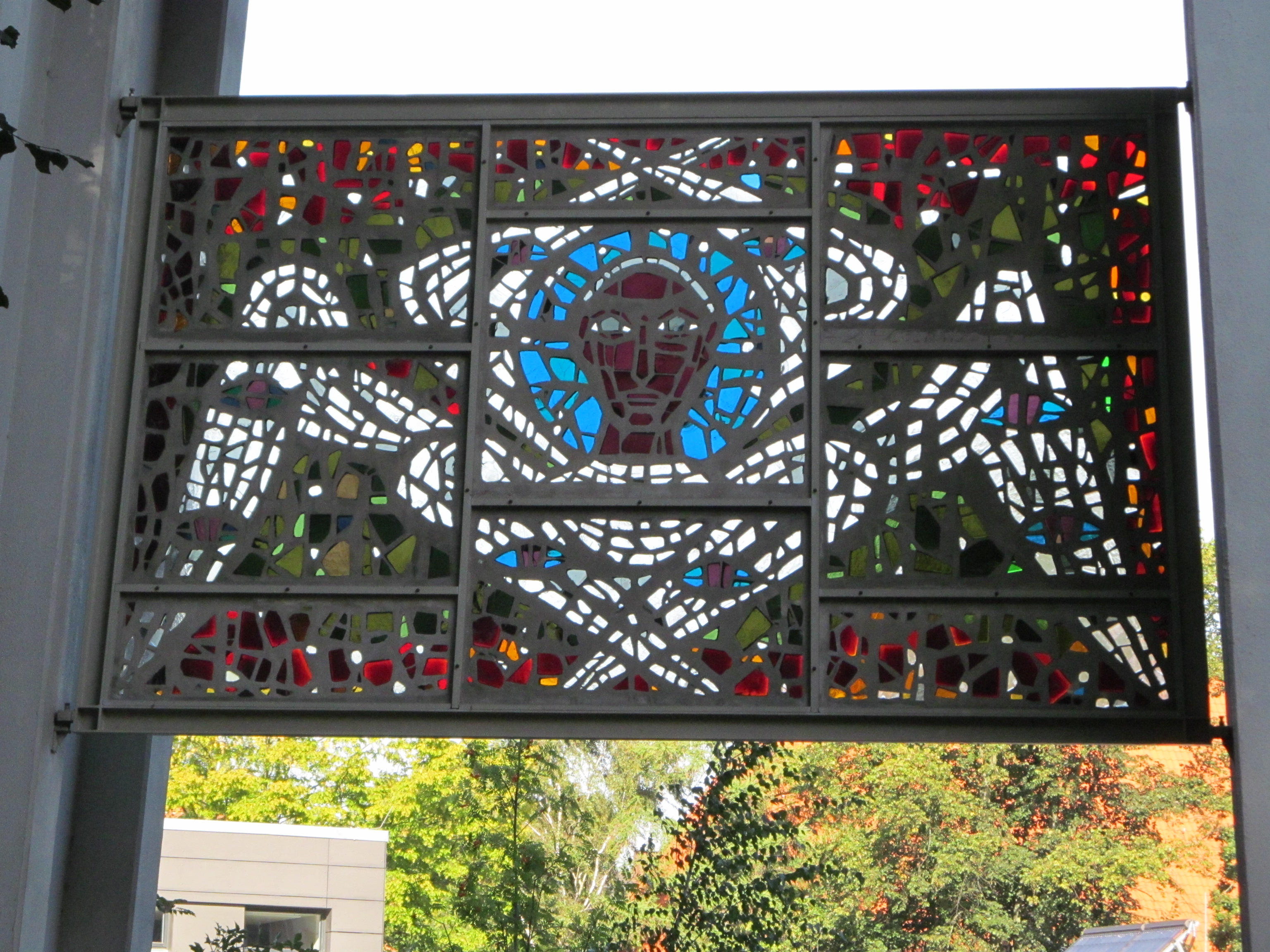
Glasfenster im Turm von Claus Wallner

Der anfangs sehr umstrittene Neubau wurde von Riemerschmid in modernen und symbolträchtigen Formen gestaltet: So sind Turm und Kirchenschiff in der Form von Alpha und Omega gebaut und symbolisieren Jesu Selbstbeschreibung als Anfang und Ende der Welt. Die breit ausladende – und ursprünglich der Straße zugewandte – Westfassade soll ausgebreitete Arme darstellen und den Betrachter zum Betreten des Hauses einladen. Die Symbolik des Gebäudes wird vom Kunsthistoriker Hermann Hipp als „Erlösungshoffnung unter dem Eindruck des apokalyptischen Bombenkriegs“ gedeutet. An der Schmalseite der Schildwand befindet sich ein Betonrelief von Karlheinz Hoffmann auf dem Szenen der Offenbarung des Johannes dargestellt sind. Diese Verweise sollen der Kirche gleichzeitig den Charakter eines Mahnmals für die Opfer des Bombenkrieges geben.
Im Innern des weitgehend schmucklosen elliptischen Kirchenschiffs wirken neben dem gelben Ziegelmauerwerk sichtbare Betonpfeiler wie Zeltstangen, die an das wandernde Gottesvolk der Bibel und zugleich an die Heimatlosigkeit der Überlebenden des Bombenkriegs erinnern sollen. Der große Raum bildet eine einheitliche Umfassung für Gemeinde und Altarraum, womit hier bereits die bestimmende Tendenz für Kirchengebäude der 1960er-Jahre erkennbar ist. Direkt unter der zum Altar hin um 9 m ansteigenden Decke befindet sich eine Reihe dreieckiger Fenster, deren Licht jedoch den Altarraum selbst bewusst unbeleuchtet lässt.
Auf dem einfach gestalteten Altar steht ein Bronzekreuz von Fritz Fleer, darüber hängt eine geschnitzte Darstellung der Dreifaltigkeit von Helmut Ammann von 1961/62. Die Glasfenster in der Taufkapelle sowie am Turm stammen von Claus Wallner, die Kanzel von Ursula Querner. Im Vorraum befindet sich ein Bronzekruzifix von Jürgen Weber. An der Südwand hängen Gemälde ehemaliger Hammer Pastoren, die aus der alten Kirche gerettet werden konnten, ebenso die gläsernen Wappenbilder Hammer Stifterfamilien, die an der Sakristeitür angebracht sind.
In dankbarer Erinnerung an die Christen im Ausland, die nach Kriegsende den Wiederaufbau durch Spenden unterstützten, bewahrt die Kirche im Vorraum und in der Sakristei zudem mehrere Ausstattungsgegenstände aus der früheren Notkirche auf, darunter ein Antependium, ein hölzernes Taufbecken sowie der alte Altar.

### Glocken
In der eingehängten Glockenstube des 42 m hohen Turms befinden sich fünf Bronzeglocken aus der Glockengießerei Rincker.
| Nr. | Schlagton | Gießer, Gussort               | Gussjahr |
| --- | --------- | ----------------------------- | -------- |
| 1   | d1        | Glockengießerei Rincker, Sinn | 1957     |
| 2   | f1        | Glockengießerei Rincker, Sinn | 1957     |
| 3   | a1        | Glockengießerei Rincker, Sinn | 1957     |
| 4   | c2        | Glockengießerei Rincker, Sinn | 1957     |
| 5   | d2        | Glockengießerei Rincker, Sinn | 1957     |

Die einzig erhaltene Glocke aus der alten Kirche, die sogenannte „Bieber-Glocke“ oder auch „Klaucke-Glocke“ aus dem Jahr 1829, überstand die Kriegszerstörung ausgelagert auf einem Glockenfriedhof im Hamburger Hafen. Nach Kriegsende fand sie ab 1949 zunächst in der Notkirche Verwendung, wurde später im Keller des Mahnmals St. Nikolai verwahrt und hängt seit 2007 im Mahnmal „Hammer Totenhaus“ auf dem Friedhof hinter der neuen Kirche.

### Orgeln der neuen Kirche
Die Hauptorgel der modernen Kirche wurde 1959 von der Firma Emanuel Kemper in Lübeck gebaut, 1983 durch die Fa. Karl Lötzerich umgebaut und auf 26 Register auf drei Manualen und Pedal erweitert. Ihre Disposition lautet:
| I Hauptwerk C– |             |     |
| 1.             | Gedackt     | 16′ |
| 2.             | Prinzipal   | 8′  |
| 3.             | Rohrflöte   | 8′  |
| 4.             | Oktave      | 4′  |
| 5.             | Waldflöte   | 2′  |
| 6.             | Mixtur IV–V |     |
| 7.             | Trompete    | 8′  |
|                | Tremulant   |     |

| II Rückpositiv C– |                 |    |
| 8.                | Spitzgedackt    | 8′ |
| 9.                | Prinzipal       | 4′ |
| 10.               | Rohrflöte       | 4′ |
| 11.               | Blockflöte      | 2′ |
| 12.               | Sesquialtera II |    |
| 13.               | Scharff IV      |    |
| 14.               | Krummhorn       | 8′ |
|                   | Tremulant       |    |

| III Brustwerk C– |              |      |
| 15.              | Holzgedackt  | 8′   |
| 16.              | Spitzgedackt | 4′   |
| 17.              | Prinzipal    | 2′   |
| 18.              | Quinte       | 1⁄3′ |
| 19.              | Regal        | 8′   |
|                  | Tremulant    |      |

| Pedal C– |           |     |
| 20.      | Subbass   | 16′ |
| 21.      | Oktavbass | 8′  |
| 22.      | Gedackt   | 8′  |
| 23.      | Oktave    | 4′  |
| 24.      | Nachthorn | 2′  |
| 25.      | Posaune   | 16′ |
| 26.      | Trompete  | 8′  |

- Koppeln: I/II, I/III, I/P, II/P, III/P

Zusätzlich verfügt die Kirche noch über eine kleine Chororgel der Firma Kemper aus dem Jahr 1957.

## Historischer Friedhof
Östlich des Kirchengebäudes erstreckt sich der historische Friedhof mit zahlreichen Gräbern bedeutender Hamburger Persönlichkeiten, darunter Amandus Augustus Abendroth, Amalie Sieveking, Karl Sieveking und Johann Hinrich Wichern. Aufgrund seiner kulturhistorischen Bedeutung steht er seit 1923 unter Denkmalschutz.

## Tochterkirchen

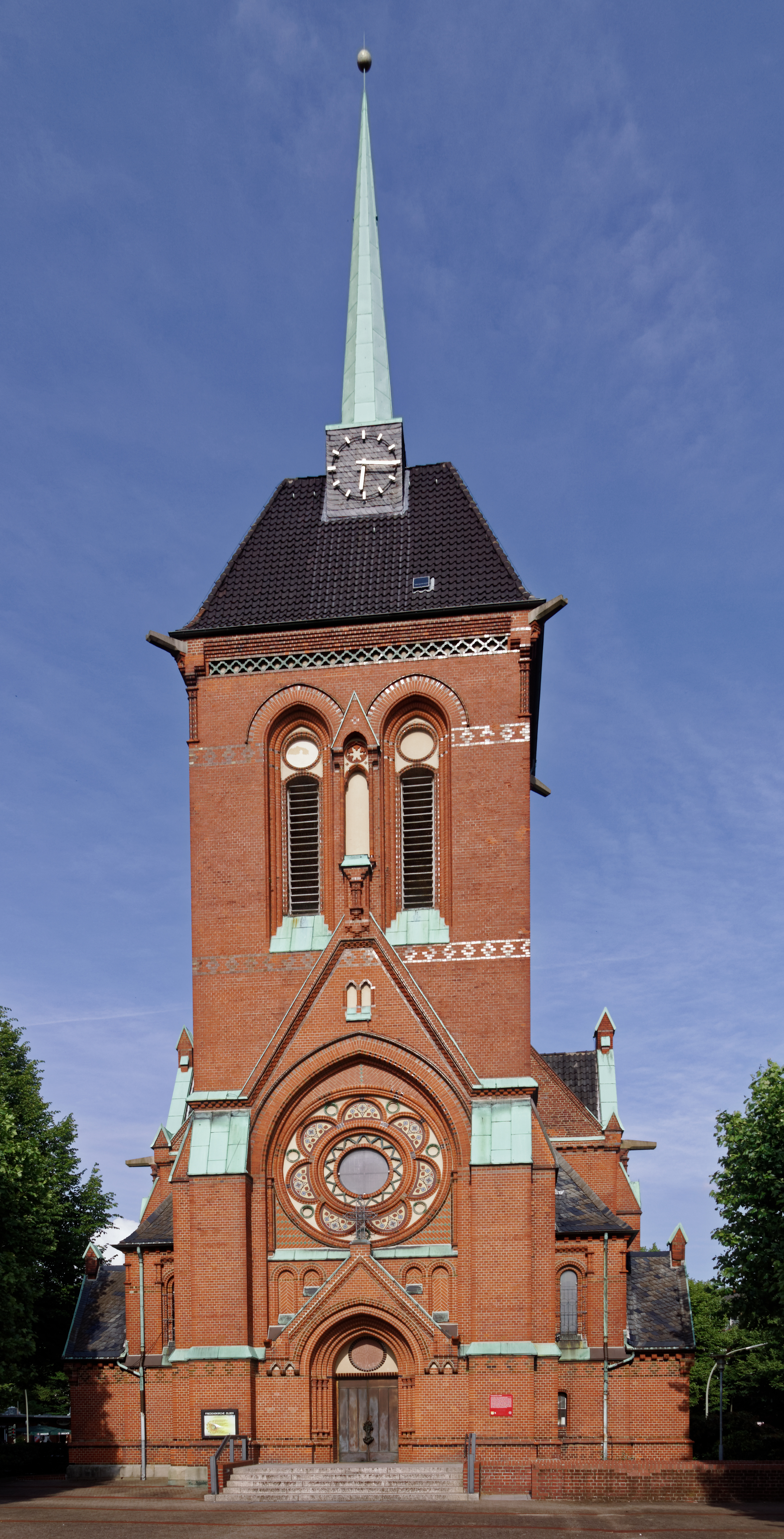
Friedenskirche Eilbek (erbaut 1884/85)
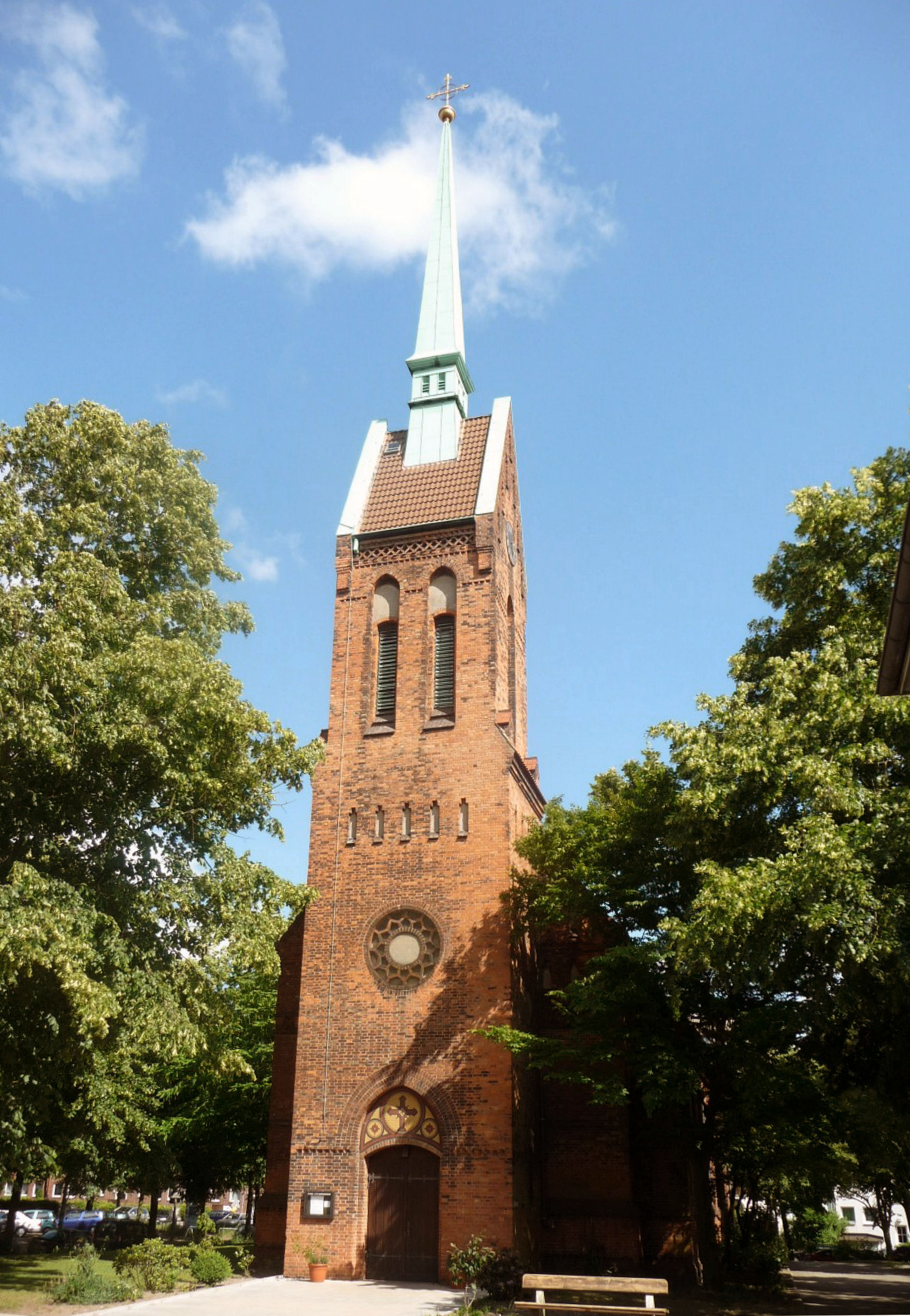
Martinskirche Horn (erbaut 1886)
Dankeskirche Hamm-Süd (erbaut 1895, zerstört 1943)
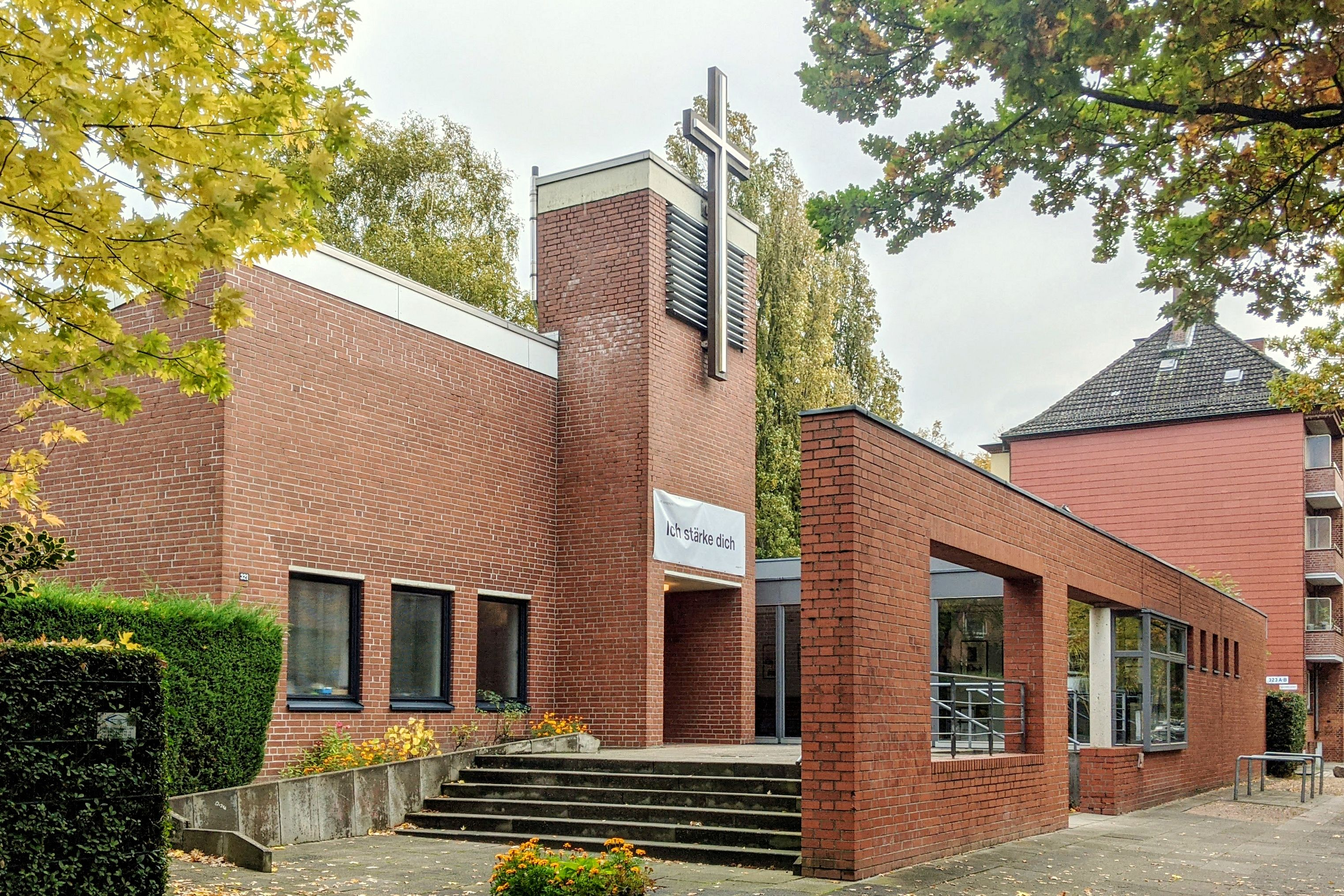
Die neue Dankeskirche (erbaut 1973/74, entwidmet 2021)
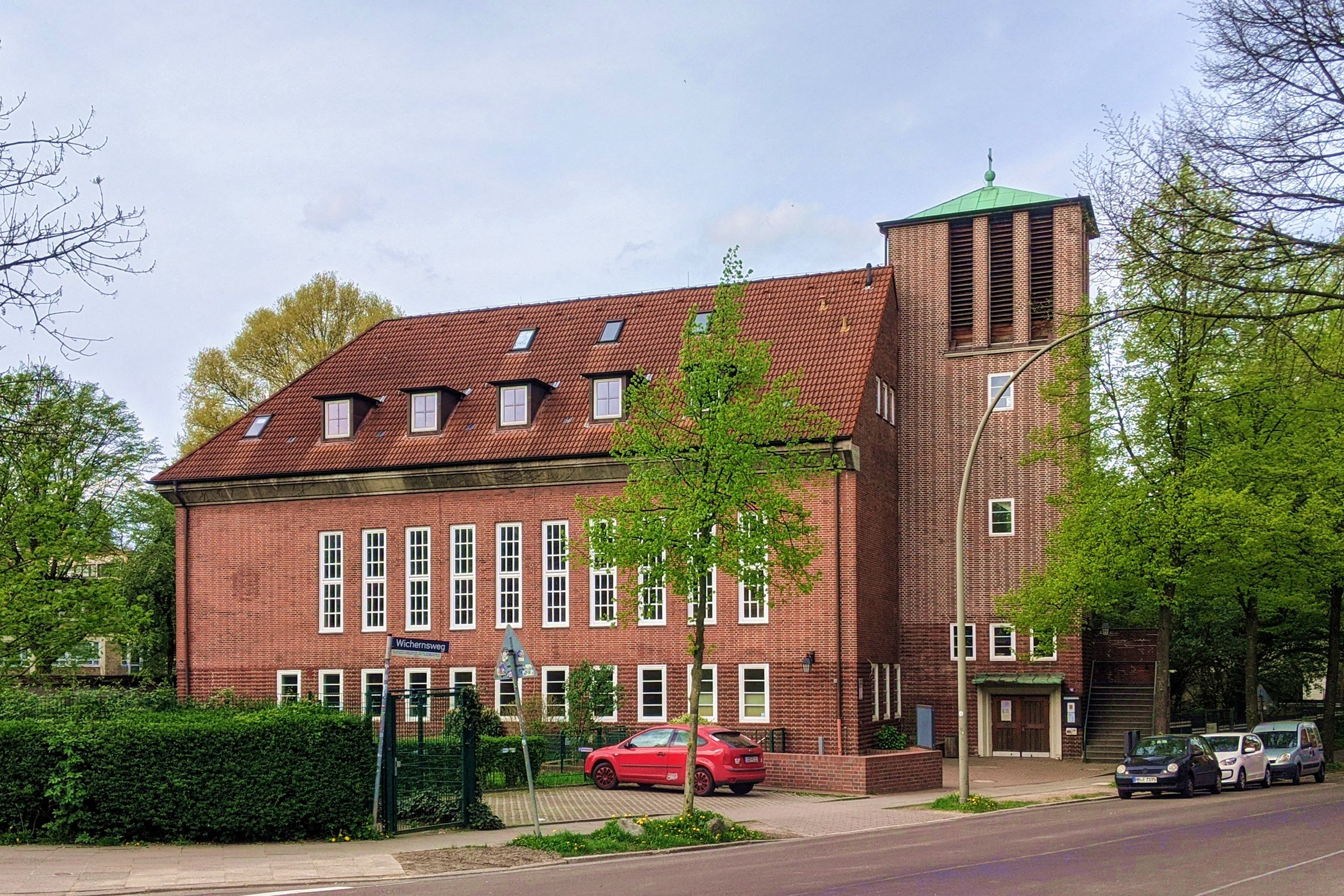
Wichernkirche (ursprünglich 1934, Wiederaufbau bis 1954)
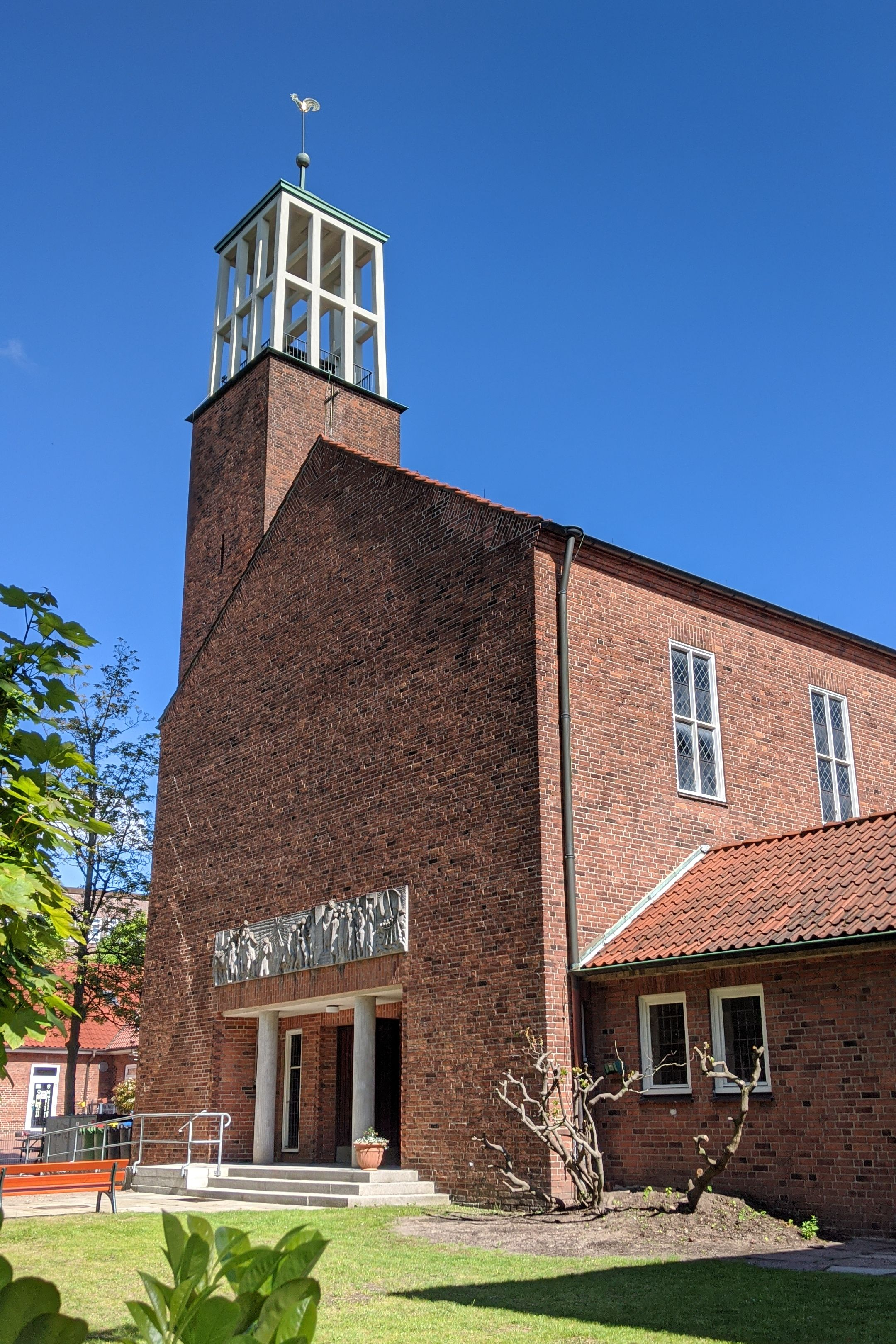
Pauluskirche (erbaut 1954/55)
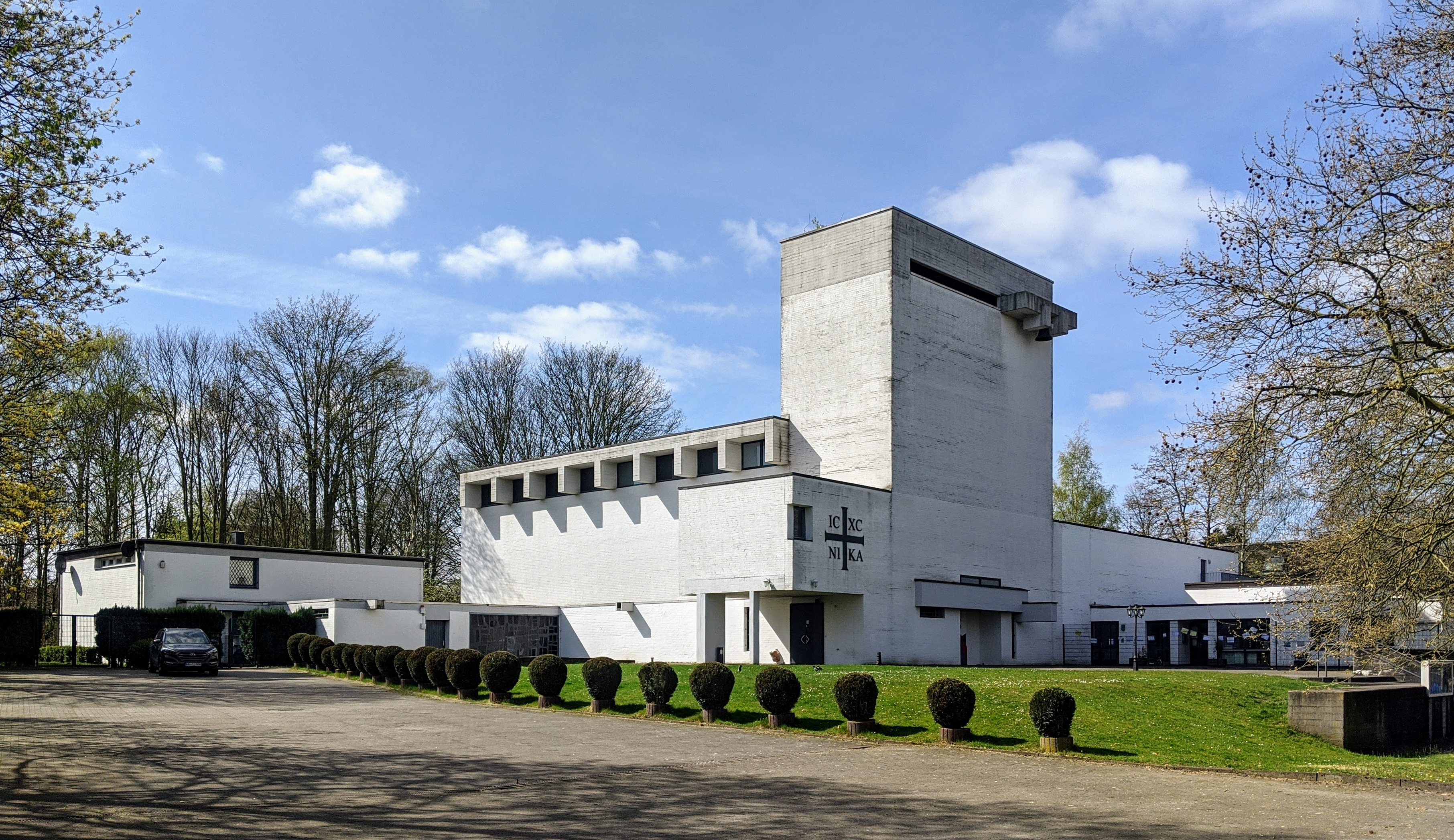
Ehemalige Simeonkirche (erbaut 1965/66)